# Fontscaldetes
Fontscaldetes es una localidad española, hoy día despoblada, del municipio de Cabra del Campo, perteneciente a la provincia de Tarragona, en la comunidad autónoma de Cataluña.

## Toponimia
El nombre del lugar puede encontrarse referido con las grafías Fonscaldetas y Fontscaldetes.

## Historia
Hacia mediados del siglo XIX, el lugar, perteneciente a Cabra, tenía contabilizada una población de 13 habitantes. La localidad aparece descrita en el octavo volumen del Diccionario geográfico-estadístico-histórico de España y sus posesiones de Ultramar de Pascual Madoz de la siguiente manera:

FONSCALDETAS: ald. en la prov. y dióc. de Tarragona (5 leg.), part. jud. de Valls (2), aud. terr., c. g. de Barcelona (13), ayunt. de Cabra (1/2): sit. á la falda del monte llamado Cabarrá, con buena ventilacion, y clima templado y sano; las enfarmedades comunes son fiebres inflamatorias, istéricos, y humores perpéticos. Tiene 4 casas, y una capilla pública aneja á la parr. de Cabra. El térm. confina N. Salmella; E. Plá; S. Pont de Armentera, y O. Cabra; se estiende 1/2 leg. de N. á S., é igual dist. de E. á O. El terreno es pedregoso y de mediana calidad; tiene un monte llamado Puig de Capdells, poblado de pinos, encinas, robles, arbustos y mata baja; le fertiliza el arroyo Rupit, que nace en el Mas de Palatí, y desagua en el r. Gayá. Los caminos son locales, y se hallan en muy mal estado. prod.: cereales, legumbres, bellotas, vino, aceite y pocas almendras y avellanas; cria ganado lanar y cabrio; y caza de conejos, perdices y liebres. pobl.: 3 vec., 13 alm. cap. prod.: 298,032. imp.: 8,940 rs.
(Madoz, 1847, p. 127)

En la actualidad es un despoblado.